# Horpaz, Iași
Horpaz este un sat în comuna Miroslava din județul Iași, Moldova, România.

## Istorie
Satul a fost atestat în anul 1646. Condițiile favorabile pentru apariția și dezvoltarea satului au fost pământul fertil, apropierea de o sursă de apă (lacul Ezăreni) și apropierea de un târg - zonă intens circulată (Iași). La început, satul a fost de tip risipit, fiind locuit de circa 4-5 familii. Urmașii acestor familii au împărțit moșia moștenită, redistribuind-o (terenul moștenit devine vatră și o nouă moșie). Astfel, prin creșterea demografică, redistribuirea terenului și/sau vinderea lui, satul a devenit de tip răsfirat-adunat.

## Prezentare generală
Contextul geografic este variat. La intrarea în sat (la dreapta de la șoseaua principală) începe primul deal (colină), la baza căruia se află moara satului, iar în vârful acestuia este o bifurcație care separă satul vechi, cu case bătrânești, de cel nou. Satul nou se continuă pe brațul stang, pe un fel de platformă, în timp ce satul vechi se continuă în vale. Satul vechi mai are două dealuri, unul întrerupt (după o pantă ascendentă urmează o platformă mai mică, apoi se continuă panta); după al doilea deal, în fața școlii primare a satului, este o a doua bifurcație care separă Horpaz de Dancaș. În continuarea drumului principal din sat este o ieșire (cotitură la dreapta), un drum cu podeț peste șanțul de ploaie, care duce la moșia satului (recent, s-a mai vândut din teren și a devenit vatră). În cadrul ultimului deal este un ultim drum-anexă, spre biserica satului (ctitorită de vechile familii din sat și de actualul morar al satului, care a construit un praznicar și a donat o stație de amplificare). Satul vechi se termină cu "câmpul", o platformă goală, unde sătenii înșiși mai duc caii la păscut. Tot aici, în panta abruptă care face legatura dintre câmp și pădure este groapa de gunoi. Pădurea (în panta mai lină) face legătura dintre sat și iazul Ezăreni.
În Horpaz se practică în general economia de subzistență, fiind astfel un sat cu funcție mixtă. Sătenii cultivă vița de vie în moșia din vatră și câteva dintre fructele și legumele necesare în gospodărie zilnic (roșii, mazăre, câteva rânduri de cartofi, morcovi, ceapă, bame, mărar, pătrunjel), pomi fructiferi (vișini, cireși albi în general și amari, caiși, gutui). Pe moșia propriu-zisă se cultivă porumb, cartofi, bostani, bostănei și eventual nutreț pentru animale, precum lucerna, pentru refacerea terenului. La intrarea în sat a fost, până în 2000, și o livadă de meri. Sătenii mai cresc animale, însa doar pentru consum propriu sau povară, satul având un grup de văcari care se ocupă de vite și cai (îi duc în padure la păscut, pe pășunea de lânga izvor). Se comercializează în cantități mici toate roadele.
Casele bătrânești sunt construite din chirpici, iar acoperișul are panta mică, întrucât precipitațiile sunt reduse. Casa tradițională este alcătuită dintr-un hol, o bucătărie de iarna și/sau una de vară, cameră de zi/dormitor și odaie de curat, unde de regulă era ținută zestrea.

## Transport
- DJ248
- Autobuze: 27,41,44,301,502,506